# Narrvaxskivling
Narrvaxskivling (Hygrophorus subviscifer) är en svampart som tillhör divisionen basidiesvampar, och som först beskrevs av Petter Adolf Karsten, och fick sitt nu gällande namn av Harmaja. Narrvaxskivling ingår i släktet Hygrophorus, och familjen Hygrophoraceae. Enligt den svenska rödlistan är arten sårbar i Sverige. Arten förekommer i Öland, Götaland, Svealand, Nedre Norrland och Övre Norrland. Artens livsmiljö är skogslandskap.